# Pseudogottheit

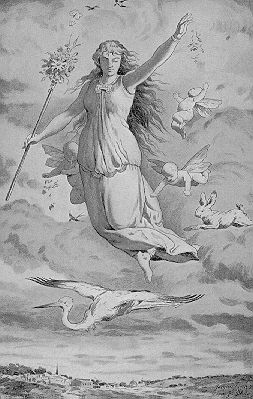
romantische Darstellung der Ostara

Mit Pseudogottheit, Pseudogott oder Pseudogöttin wird in der Religionswissenschaft eine Gottheit verstanden, die in der wissenschaftlichen oder populären Literatur zwar genannt wird, aber von der Forschung nicht als historisch anerkannt wird. Pseudogottheiten sind typisch für Religionen und Mythologien, zu denen nur wenig Quellenmaterial vorliegt, wie bei der slawischen oder südgermanischen Religion, während im Gegensatz hierzu die nordgermanische oder antike Religion mit ihrer reichen Überlieferung weniger Pseudogottheiten kennen.
Nicht zu den Pseudogottheiten gerechnet werden literarische Gestalten, deren fiktiver Charakter eindeutig ist, wie bei den Gottheiten in den Opern Wagners oder in den Fantasy-Romanen von J. R. R. Tolkien.
Daneben kann der Begriff Pseudogottheit außerhalb der Religionsforschung auch abwertend gebraucht werden, für Gottheiten, die einer anderen Religion angehören als der eigenen.

## Die Entstehung von Pseudogottheiten
Gründe, die das Entstehen von Pseudogottheiten fördern, sind vielfältig. Häufige Gründe sind mangelnde Sprachkenntnisse eines Forschers oder falsche Lesung einer überlieferten Quelle, aber auch falsche Überlegungen und Rekonstruktionen. Schon bei den Quellen selbst, die oft auf älteren Texten und Überlieferungen beruhen, kamen bereits Übertragungsfehler vor, die den Wissenstand und das spezielle Eigeninteresse des jeweiligen zeitgenössischen Autors wiedergeben. Auch der Wunsch, einer fremden Kultur Gottheiten zuzuschreiben, spielt eine maßgebliche Rolle, sei es um diese Religion als heidnisch zu kennzeichnen, das exotische Potenzial zu erhöhen oder um die großen Lücken einer schlecht überlieferten Tradition aufzufüllen. Ein dritter Grund kann das Bestreben sein, ein Pantheon, über das nur wenig bekannt ist, mit Phantasiegestalten anzureichern, um selbst nicht als unwissend dazustehen. In der modernen Zeit kommt noch der Wunsch neopaganer Kreise hinzu, ihre religiösen Vorstellungen als alt und historisch zu verbürgen.

### Islamische Pseudogottheiten
Im Mittelalter wurden den Muslimen regelmäßig mehrere Gottheiten zugeschrieben, entweder aus Unkenntnis des Islams, aber auch mit der Absicht, die Muslime als Heiden abzuwerten. Mittelalterliche Epen aus Deutschland, Frankreich oder England nennen so Apolle, Jupiter, Mercurius, Terfîant („der Feind“) oder Vigant („Feind“), Tôt, („Tod“), Medelbolt, und Machazên. 
Im Ersten Buch des Parzival benennt Wolfram von Eschenbach auf den Fahrten von Gachmuret, dem späteren Vater von Parzival, einen orientalischen Gott:

„In Bagdad saß, so ward ihm kund,
Der Baruch, dem vom Erdenrund
Zwei Drittel dienten oder mehr;
Sein Name schallte hoch und hehr,
Soweit die Welt an Machmet glaubt ...“

Die der islamischen Welt zugeschriebenen Götter sind eine Mischung aus antiken Göttern, deutschen Namen und natürlich dem Namen des Propheten Mohammed. Obschon der Islam keinen Bilderkult kennt, beschreiben Heldensagen, wie christliche Helden sarazenische Götteridole vernichtet haben.

### Antike Pseudogottheiten
Laut Richard Jahnke, Robert Dale Sweeney und Jon Solomon entstand ein vermeintlicher Gott namens Demogorgon durch eine Fehllesung von δημιουργόν (Akkusativ von δημιουργός, Demiurg, altgr. für „Handwerker“, „Schöpfer“) in der Thebais, einem im ersten nachchristlichen Jahrhundert entstandenen Epos des Publius Papinius Statius über die Sieben gegen Theben. In einem im späten 4. Jahrhundert dazu entstandenen Kommentar des Lactantius Placidus liest dieser den Akkusativ fälschlich als nominative Bezeichnung eines vermeintlich unbekannten Gottes namens Demogorgon. An einer Stelle seines Kommentars schreibt Placidus dementsprechend: „Dicit deum Demogorgona summum, cuius scire nomen non licet“ („Er nennt Demogorgon den höchsten Gott, dessen Name zu wissen verboten ist.“). In der Folge taucht dieser vermeintliche Gott in einer Notiz zu Lukans Epos Pharsalia aus den im 10. Jahrhundert entstandenen Commenta Bernensia auf, einer frühmittelalterlichen Kommentarsammlung zu klassischen griechisch-römischen Texten. In der Genealogia deorum („Genealogie der Götter“) schließlich erklärt Giovanni Boccaccio (1313–1375) den Demogorgon zum Stammvater der antiken Götter, indem er sich auch noch fälschlich auf eine Textstelle in den Metamorphosen des Ovid bezieht. 
Obschon der Fehler schon früh aufgedeckt wurde, blieb Demogorgon nach der Erwähnung durch Boccaccio längere Zeit erhalten und erfuhr sogar Uminterpretationen. In Ludovico Ariostos Der rasende Roland (1516) residiert der Demogorgon in einem Palast, der sich im Himalaya befindet, wo ihm die Moiren und Genien alle fünf Jahre in einer Zeremonie, die einem Hexensabbat nachempfunden ist, Rechenschaft über ihre Taten ablegen müssen. In Jean-Baptiste Lullys Umarbeitung des Rasenden Roland als Oper erscheint der Demogorgon als Herr und Zeremonienmeister der Feen. Beim niederländischen Dämonologen Johann Weyer erscheint der Demogorgon im 16. Jahrhundert als höllischer Gebieter des Schicksals. In Christopher Marlowes Stück Die tragische Historie vom Doktor Faustus (ca. 1590) wird der Demogorgon in einer Mephistobeschwörung Faustens genannt, zeitgleich erscheint er in Edmund Spensers The Faerie Queene, während er in John Miltons 1667 erschienenem Paradise Lost Dämon in einer unförmigen, wüsten Landschaft ist, die (ähnlich wie schon bei Spenser) von Chaos und Nyx beherrscht wird. In der 1756 erschienenen Kurzgeschichte Platos Traum des französischen Dichters Voltaire ist er ein „niederes Überwesen“, das den Planeten Erde erschaffen hat. In der 1786 in Wien uraufgeführten Oper Il demorgone ovvero Il filosofo confuso („Demogorgon, oder der verwirrte Philosoph“) von Vincenzo Righini hat er sogar die Hauptrolle inne, und im 1820 erschienenen Drama Prometheus Unbound von Percy Bysshe Shelley ist er das Kind von Jupiter und Thetis, ein grauenvoller, geschlechtsloser Schatten, der Jupiter vom Thron stürzt.

### Germanische Pseudogottheiten
Zu den germanischen Pseudogottheiten zählt Cisa, die angeblich in Augsburg verehrt wurde. Der mittelalterliche Text, der den Kult dieser Pseudogöttin beschreibt, wurde von der modernen Forschung als unhistorische Fiktion erkannt. Auch andere frühmittelalterliche Quellen, darunter Heiligenlegenden, nennen Gottheiten, die von der Religionsforschung als unecht betrachtet werden.
Mehrere Pseudogottheiten stammen aus der Forschung von Jacob Grimm, der als Erster die deutsche Mythologie seriös untersucht hatte. Obwohl spätere Forscher nachweisen konnten, dass Göttinnen wie Hruoda, Ostara oder Ricen nicht historisch belegt werden können, tauchen einige von ihnen immer wieder als angeblich historisch bezeugte Gottheiten auf, besonders in nichtwissenschaftlichen oder populärwissenschaftlichen Medien.
Andere Gottheiten sind die Folge von Falschlesungen und Fehlinterpretationen antiker und mittelalterlicher Quellen, so Hertha, eine Fehllesung für Nerthus oder Lollus, der in einem angeblich verlorenen Text von Julius Cäsar erwähnt sein soll.
Zu den germanischen Pseudogottheiten zählen unter anderem: Alemanus Hercules, Baldruus, Biel, Cisa, Fosta, Hama, Hertha, Hulda, Jecha, Krodo, Lollus, Ostara, Reto, Ricen, Satar, Siwa, Stuffo, Teut und Thisa.

### Keltische Pseudogottheiten
In der Zeit der Keltenromantik, im 18. und 19. Jahrhundert, wurden in Kreisen der neuzeitlichen Druidenorden einige neue, vorgeblich keltische Gottheiten erfunden, so entwickelte der britische Schriftsteller Owen Morgan, alias Morien, eine neokeltische Kosmologie um den Gott Celi und die Göttin Ced. Der Waliser Iolo Morganwg entwickelte aus missverstandenen und vielfach später als Fälschungen erkannten Texten die druidische Pseudogottheit Hu Gadarn. Früher hatte bereits Annius von Viterbo in seinen Fälschungen, dem Pseudo-Berossos, von einem angeblichen Stammvater der Kelten und Ur-Druiden namens Samothes berichtet, den er mit dem germanischen Urriesen Tuisto und dem römischen Totengott Dis Pater identifizierte.

### Baltische Pseudogottheiten
Besonders viele Pseudogottheiten tauchen in Abhandlungen über die vorchristliche Religion der Prussen, Letten und Litauer auf, viele davon sind volkstümliche Umformungen von christlichen Heiligen, wie Māra für die Gottesmuttes Maria oder Tenis für St. Antonius. So zählte Jan Lasicki im 16. Jahrhundert 78 Götter und Geister auf, aber nur acht von diesen gelten heute als echt. Mit der nationalen Romantik haben „Pseudogötter nicht nur die vulgäre Vorstellungswelt, sondern sogar hervorragende wissenschaftliche Arbeiten bis zum heutigen Tage beeinflusst“.

### Slawische Pseudogottheiten
Auch für die slawische Religion gibt es nur wenige zuverlässige Quellen. Die große Lücke des slawischen Götterhimmels wurde besonders von polnischen Chronisten des 16. und 17. Jahrhunderts nach antikem Vorbild mit Pseudogottheiten aufgefüllt.

### Illyrische Pseudogottheiten
Längere Zeit wurde in der wissenschaftlichen Literatur eine illyrische Göttin Oethe (᾿Οήθη) behandelt, bis nachgewiesen werden konnte, dass die als Beleg dienenden Inschriften auf vermeintlich antiken Ringen, die diese Göttin nennen, aus dem 11. Jh. stammen und tatsächlich eine verstümmelte christliche Heilsformel wiedergeben.

### Ungarische Pseudogottheiten
Eine Schöpfung der Romantik ist der Pseudogott Ármány, der den dunklen Weltaspekt verkörpern sollte.

## Einzelbelege
1. ↑  Otto Holzapfel: Lexikon der abendländischen Mythologie. Herder, Freiburg/Basel/Wien 2002, S. 354.
2. ↑  Wilhelm Hertz: Erzählungen des Mittelalters. Mundus, Stuttgart 2002, S. 11.
3. ↑  vgl. Kommentar in Band 3 der Thebais des Publius Papinius Statius, Harvard University, 1898.
4. ↑  Dale Todd Sweeney (Hrsg.): Lactantii Placidi in Statii Thebaida commentum (= Band 122 der Bibliotheca scriptorum Graecorum et Romanorum Teubneriana). Vieweg + Teubner Verlag, 1997.
5. ↑  Jon Solomon: Boccaccio and the Ineffable, Aniconic God Demogorgon. In: International Journal of the Classical Tradition. Bd. 19, Nr. 1 (März 2012), S. 31–62.
6. ↑  Maximilian Rudwin: The Devil in Legend and Literature. AMS Press, New York 1970 [1931], ISBN 0-404-05451-X, S. 80.
7. ↑  Jacob Grimm: Deutsche Mythologie. Dieterich’sche Buchhandlung, Göttingen 1835.
8. ↑  Rudolf Simek: Lexikon der germanischen Mythologie (= Kröners Taschenausgabe. Band 368). 3., völlig überarbeitete Auflage. Kröner, Stuttgart 2006, ISBN 3-520-36803-X.
9. ↑  Jonas Balys und Haralds Biezais: Baltische Mythologie. In: Die Mythologie der alten Kulturvölker. Band 2: Das alte Europa. Klett-Cotta, Stuttgart 1973, ISBN 3-12-909820-8, S. 373–454.
10. ↑  Norbert Reiter: Mythologie der alten Slaven. In: Die Mythologie der alten Kulturvölker. Band 2: Das alte Europa. Klett-Cotta, Stuttgart 1973, ISBN 3-12-909820-8, S. 163–208.
11. ↑  Maximilian Lambertz: Die Mythologie der Albaner. In: Die Mythologie der alten Kulturvölker. Band 2: Das alte Europa. Klett-Cotta, Stuttgart 1973, ISBN 3-12-909820-8, S. 455–510.
12. ↑  Michael de Ferdinandy: Die Mythologie der Ungarn. In: Die Mythologie der alten Kulturvölker. Band 2: Das alte Europa. Klett-Cotta, Stuttgart 1973, ISBN 3-12-909820-8, S. 209–260.